# Laurence Olivier Award for Best New Musical
Der Laurence Olivier Award for Best New Musical (deutsch: Laurence Olivier Award für das beste neue Musical) ist ein britischer Theater- und Musicalpreis, der erstmals 1976 vergeben wurde.

## Geschichte und Hintergrund
Die Laurence Olivier Awards werden seit 1976 jährlich in zahlreichen Kategorien von der Society of London Theatrevergeben. Sie gelten als höchste Auszeichnung im britischen Theater und sind vergleichbar mit den Tony Awards am amerikanischen Broadway. Ausgezeichnet werden herausragende Darsteller und Produktionen einer Theatersaison, die im Londoner West End zu sehen waren. Die Nominierten und Gewinner der Laurence Olivier Awards „werden jedes Jahr von einer Gruppe angesehener Theaterfachleute, Theaterkoryphäen und Mitgliedern des Publikums ausgewählt, die wegen ihrer Leidenschaft für das Londoner Theater“ bekannt sind. Eine der Preiskategorien ist der Laurence Olivier Award for Best New Musical. Er wird seit 1976 vergeben und hieß ursprünglich Laurence Olivier Award for Musical of the Year.

## Gewinner und Nominierte
Die Übersicht der Gewinner und Nominierten listet pro Jahr die nominierten Theaterstücke und Schriftsteller. Der Gewinner eines Jahres ist grau unterlegt und fett angezeigt.

### 1976–1979
| Jahr                 | Musical                                       | Buch                                          | Musik                                         | Liedtexte                           |
| 1976                 |                                               |                                               |                                               |                                     |
| -------------------- | --------------------------------------------- | --------------------------------------------- | --------------------------------------------- | ----------------------------------- |
| 1976                 | A Chorus Line                                 | James Kirkwood und Nicholas Dante             | Marvin Hamlisch                               | Edward Kleban                       |
| 1976                 | Ipi Tombi                                     | Bertha Egnos                                  | Bertha Egnos                                  | Gail Lakier                         |
| 1976                 | Side by Side by Sondheim                      | Ned Sherrin                                   | verschiedene Künstler                         | Stephen Sondheim                    |
| 1976                 | Very Good Eddie                               | Philip Bartholomae und Guy Bolton             | Jerome Kern                                   | Schuyler Green und Herbert Reynolds |
| 1977                 |                                               |                                               |                                               |                                     |
| The Comedy of Errors | Trevor Nunn                                   | Guy Woolfenden                                | Trevor Nunn                                   |                                     |
| Bubbling Brown Sugar | Loften Mitchell                               | Eubie Blake                                   | Eubie Blake                                   |                                     |
| I Love My Wife       | Michael Stewart                               | Cy Coleman                                    | Michael Stewart                               |                                     |
| Something’s Afoot    | James MacDonald, Davis Vos und Robert Gerlach | James MacDonald, Davis Vos und Robert Gerlach | James MacDonald, Davis Vos und Robert Gerlach |                                     |
| 1978                 |                                               |                                               |                                               |                                     |
| Evita                | Tim Rice                                      | Andrew Lloyd Webber                           | Tim Rice                                      |                                     |
| Annie                | Thomas Meehan                                 | Charles Strouse                               | Martin Charnin                                |                                     |
| Elvis                | Jack Good und Ray Cooney                      | verschiedene Künstler                         | verschiedene Künstler                         |                                     |
| 1979                 |                                               |                                               |                                               |                                     |
| Songbook             | Monty Norman und Julian More                  | Monty Norman                                  | Monty Norman und Julian More                  |                                     |
| Ain’t Misbehavin’    | Murray Horwitz und Richard Maltby             | Fats Waller                                   | verschiedene Künstler                         |                                     |
| Bar Mitzvah Boy      | Jack Rosenthal                                | Jule Styne                                    | Don Black                                     |                                     |
| Chicago              | Fred Ebb und Bob Fosse                        | John Kander                                   | Fred Ebb                                      |                                     |

### 1980–1989
| Jahr                                | Musical                                            | Buch                              | Musik                                | Liedtexte                     |
| 1980                                |                                                    |                                   |                                      |                               |
| ----------------------------------- | -------------------------------------------------- | --------------------------------- | ------------------------------------ | ----------------------------- |
| 1980                                | Sweeney Todd                                       | Hugh Wheeler                      | Stephen Sondheim                     | Stephen Sondheim              |
| 1980                                | They’re Playing Our Song                           | Neil Simon                        | Marvin Hamlisch                      | Carole Bayer Sager            |
| 1980                                | Tom Foolery                                        | Cameron Mackintosh                | Tom Lehrer                           | Tom Lehrer                    |
| 1980                                | On the Twentieth Century                           | Betty Comden and Adolph Green     | Cy Coleman                           | Betty Comden and Adolph Green |
| 1981                                |                                                    |                                   |                                      |                               |
| Cats                                | Trevor Nunn                                        | Andrew Lloyd Webber               | T. S. Eliot                          |                               |
| Barnum                              | Mark Bramble                                       | Cy Coleman                        | Michael Stewart                      |                               |
| One Mo’ Time                        | Vernel Bagneris                                    | verschiedene Künstler             | verschiedene Künstler                |                               |
| The Best Little Whorehouse in Texas | Larry L. King und Peter Masterson                  | Carol Hall                        | Carol Hall                           |                               |
| 1982                                |                                                    |                                   |                                      |                               |
| Poppy                               | Peter Nichols                                      | Monty Norman                      | Peter Nichols                        |                               |
| Andy Capp                           | Trevor Peacock                                     | Alan Price                        | Trevor Peacock und Alan Price        |                               |
| Underneath the Arches               | Patrick Garland, Brian Glanville und Roy Hudd      | verschiedene Künstler             | verschiedene Künstler                |                               |
| Windy City                          | Dick Vosburgh                                      | Tony Macaulay                     | Dick Vosburgh                        |                               |
| 1983                                |                                                    |                                   |                                      |                               |
| Blood Brothers                      | Willy Russell                                      | Willy Russell                     | Willy Russell                        |                               |
| Bashville                           | Benny Green und David William                      | Denis King                        | Benny Green                          |                               |
| Little Shop of Horrors              | Howard Ashman                                      | Alan Menken                       | Howard Ashman                        |                               |
| Snoopy! The Musical                 | Warren Lockhart, Arthur Whitelaw und Michael Grace | Larry Grossman                    | Hal Hackady                          |                               |
| 1984                                |                                                    |                                   |                                      |                               |
| 42nd Street                         | Michael Stewart und Mark Bramble                   | Harry Warren                      | Al Dubin                             |                               |
| The Hired Man                       | Melvyn Bragg                                       | Howard Goodall                    | Howard Goodall                       |                               |
| Pump Boys and Dinettes              | verschiedene Künstler                              | verschiedene Künstler             | verschiedene Künstler                |                               |
| Starlight Express                   | Trevor Nunn                                        | Andrew Lloyd Webber               | Richard Stilgoe                      |                               |
| 1985                                |                                                    |                                   |                                      |                               |
| Me and My Girl                      | L. Arthur Rose und Douglas Furber                  | Noel Gay                          | L. Arthur Rose und Douglas Furber    |                               |
| Les Misérables                      | Alain Boublil und Claude-Michel Schönberg          | Claude-Michel Schönberg           | Alain Boublil und Herbert Kretzmer   |                               |
| 1986                                |                                                    |                                   |                                      |                               |
| The Phantom of the Opera            | Andrew Lloyd Webber und Richard Stilgoe            | Andrew Lloyd Webber               | Charles Hart und Richard Stilgoe     |                               |
| Chess                               | Richard Nelson                                     | Benny Andersson und Björn Ulvaeus | Tim Rice und Björn Ulvaeus           |                               |
| H.M.S. Pinafore                     | Bill Whelan                                        | Arthur Sullivan                   | W. S. Gilbert                        |                               |
| Wonderful Town                      | Joseph A. Fields und Jerome Chodorov               | Leonard Bernstein                 | Betty Comden und Adolph Green        |                               |
| 1987                                |                                                    |                                   |                                      |                               |
| Follies                             | James Goldman                                      | Stephen Sondheim                  | Stephen Sondheim                     |                               |
| Blues in the Night                  | Sheldon Epps                                       | verschiedene Künstler             | verschiedene Künstler                |                               |
| Kiss Me, Kate                       | Samuel Spewack und Bella Spewack                   | Cole Porter                       | Cole Porter                          |                               |
| Up on the Roof                      | Simon Moore und Jane Prowse                        | verschiedene Künstler             | verschiedene Künstler                |                               |
| 1988                                |                                                    |                                   |                                      |                               |
| Candide                             | Hugh Callingham Wheeler                            | Leonard Bernstein                 | Richard Wilbur und Stephen Sondheim  |                               |
| Babes in Arms                       | Richard Rodgers und Lorenz Hart                    | Richard Rodgers                   | Lorenz Hart                          |                               |
| Blood Brothers                      | Willy Russell                                      | Willy Russell                     | Willy Russell                        |                               |
| The Wizard of Oz                    | John Kane                                          | Harold Arlen und Herbert Stothart | E. Y. Harburg                        |                               |
| 1989/1990                           |                                                    |                                   |                                      |                               |
| Return to the Forbidden Planet      | Bob Carlton                                        | Bob Carlton                       | Bob Carlton                          |                               |
| The Baker’s Wife                    | Joseph Stein                                       | Stephen Schwartz                  | Stephen Schwartz                     |                               |
| Buddy – The Buddy Holly Story       | Alan Janes                                         | verschiedene Künstler             | verschiedene Künstler                |                               |
| Miss Saigon                         | Claude-Michel Schönberg und Alain Boublil          | Claude-Michel Schönberg           | Alain Boublil und Richard Maltby Jr. |                               |

### 1990–1999
| Jahr                                   | Musical                                             | Buch                                           | Musik                                          | Liedtexte        |
| 1991                                   |                                                     |                                                |                                                |                  |
| -------------------------------------- | --------------------------------------------------- | ---------------------------------------------- | ---------------------------------------------- | ---------------- |
| 1991                                   | Sunday in the Park with George                      | James Lapine                                   | Stephen Sondheim                               | Stephen Sondheim |
| 1991                                   | Into the Woods                                      | James Lapine                                   | Stephen Sondheim                               | Stephen Sondheim |
| 1992                                   |                                                     |                                                |                                                |                  |
| Carmen Jones                           | Oscar Hammerstein II                                | Georges Bizet                                  | Oscar Hammerstein II                           |                  |
| Phantom of the Opera                   | Ken Hill                                            | Ken Hill                                       | Ken Hill                                       |                  |
| 1993                                   |                                                     |                                                |                                                |                  |
| Crazy for You                          | Ken Ludwig                                          | George und Ira Gershwin                        | George und Ira Gershwin                        |                  |
| Assassins                              | John Weidman                                        | Stephen Sondheim                               | Stephen Sondheim                               |                  |
| Grand Hotel                            | Luther Davis                                        | Robert Wright, George Forrest und Maury Yeston | Robert Wright, George Forrest und Maury Yeston |                  |
| Kiss of the Spider Woman               | Terrence McNally                                    | John Kander                                    | Fred Ebb                                       |                  |
| 1994                                   |                                                     |                                                |                                                |                  |
| City of Angels                         | Larry Gelbart                                       | Cy Coleman                                     | David Zippel                                   |                  |
| Sunset Boulevard                       | Don Black und Christopher Hampton                   | Andrew Lloyd Webber                            | Don Black und Christopher Hampton              |                  |
| 1995                                   |                                                     |                                                |                                                |                  |
| Once on This Island                    | Lynn Ahrens                                         | Stephen Flaherty                               | Lynn Ahrens                                    |                  |
| Copacabana                             | Barry Manilow und Bruce Sussman                     | Barry Manilow                                  | Bruce Sussman und Jack Feldman                 |                  |
| Hot Shoe Shuffle                       | Larry Buttrose und Kathryn Riding                   | verschiedene Künstler                          | verschiedene Künstler                          |                  |
| Only the Lonely, The Roy Orbison Story | Shirlie Roden und Jon Miller                        | Keith Strachan                                 | Keith Strachan                                 |                  |
| 1996                                   |                                                     |                                                |                                                |                  |
| Jolson                                 | Francis Essex und Rob Bettinson                     | Francis Essex und Rob Bettinson                | Francis Essex und Rob Bettinson                |                  |
| Fame                                   | José Fernandez                                      | Steve Margoshes                                | Jacques Levy                                   |                  |
| Hot Mikado                             | David H. Bell                                       | Rob Bowman                                     | David H. Bell                                  |                  |
| Mack & Mabel                           | Michael Stewart                                     | Jerry Herman                                   | Jerry Herman                                   |                  |
| 1997                                   |                                                     |                                                |                                                |                  |
| Martin Guerre                          | Claude-Michel Schönberg und Alain Boublil           | Claude-Michel Schönberg                        | Claude-Michel Schönberg und Alain Boublil      |                  |
| Nine                                   | Arthur Kopit                                        | Maury Yeston                                   | Maury Yeston                                   |                  |
| Passion                                | James Lapine                                        | Stephen Sondheim                               | Stephen Sondheim                               |                  |
| 1998                                   |                                                     |                                                |                                                |                  |
| Beauty and the Beast                   | Linda Woolverton                                    | Alan Menken                                    | Howard Ashman und Tim Rice                     |                  |
| Enter the Guardsman                    | Scott Wentworth                                     | Craig Bohmler                                  | Marion Adler                                   |                  |
| The Fix                                | John Dempsey                                        | Dana P. Rowe                                   | John Dempsey                                   |                  |
| Lady in the Dark                       | Moss Hart                                           | Kurt Weill                                     | Ira Gershwin                                   |                  |
| 1999                                   |                                                     |                                                |                                                |                  |
| Kat and the Kings                      | David Kramer                                        | Taliep Petersen                                | David Kramer                                   |                  |
| Rent                                   | Jonathan Larson                                     | Jonathan Larson                                | Jonathan Larson                                |                  |
| Saturday Night Fever                   | verschiedene Autoren                                | Bee Gees                                       | Bee Gees                                       |                  |
| Whistle Down the Wind                  | Patricia Knop, Andrew Lloyd Webber und Gale Edwards | Andrew Lloyd Webber                            | Jim Steinman                                   |                  |

### 2000–2009
| Jahr                         | Musical                             | Buch                                                                   | Musik                                                                  | Liedtexte                         |
| 2000                         |                                     |                                                                        |                                                                        |                                   |
| ---------------------------- | ----------------------------------- | ---------------------------------------------------------------------- | ---------------------------------------------------------------------- | --------------------------------- |
| 2000                         | Honk!                               | Anthony Drewe                                                          | George Stiles                                                          | Anthony Drewe                     |
| 2000                         | Mamma Mia!                          | Catherine Johnson                                                      | Benny Andersson und Björn Ulvaeus                                      | Benny Andersson und Björn Ulvaeus |
| 2000                         | Spend Spend Spend                   | Steve Brown und Justin Greene                                          | Steve Brown                                                            | Steve Brown und Justin Greene     |
| 2000                         | The Lion King                       | Roger Allers und Irene Mecchi                                          | Elton John                                                             | Tim Rice                          |
| 2001                         |                                     |                                                                        |                                                                        |                                   |
| Merrily We Roll Along        | George Furth                        | Stephen Sondheim                                                       | Stephen Sondheim                                                       |                                   |
| Fosse                        | Richard Maltby Jr. und Ann Reinking | verschiedene Künstler                                                  | verschiedene Künstler                                                  |                                   |
| The Beautiful Game           | Ben Elton                           | Andrew Lloyd Webber                                                    | Ben Elton                                                              |                                   |
| The Witches of Eastwick      | John Dempsey                        | Dana P. Rowe                                                           | John Dempsey                                                           |                                   |
| 2003                         |                                     |                                                                        |                                                                        |                                   |
| Our House                    | Tim Firth                           | Madness                                                                | Madness                                                                |                                   |
| Bombay Dreams                | Meera Syal                          | A. R. Rahman                                                           | Don Black                                                              |                                   |
| Chitty Chitty Bang Bang      | Jeremy Sams                         | Richard M. Sherman und Robert B. Sherman                               | Richard M. Sherman und Robert B. Sherman                               |                                   |
| Taboo                        | Mark Davies Markham                 | Boy George                                                             | Boy George                                                             |                                   |
| 2004                         |                                     |                                                                        |                                                                        |                                   |
| Jerry Springer: The Opera    | Stewart Lee und Richard Thomas      | Stewart Lee und Richard Thomas                                         | Stewart Lee und Richard Thomas                                         |                                   |
| Ragtime                      | Terrence McNally                    | Stephen Flaherty                                                       | Lynn Ahrens                                                            |                                   |
| Thoroughly Modern Millie     | Richard Morris und Dick Scanlan     | Jeanine Tesori                                                         | Dick Scanlan                                                           |                                   |
| 2005                         |                                     |                                                                        |                                                                        |                                   |
| The Producers                | Mel Brooks und Thomas Meehan        | Mel Brooks                                                             | Mel Brooks                                                             |                                   |
| Mary Poppins                 | Julian Fellowes                     | Richard M. Sherman, Robert B. Sherman, George Stiles und Anthony Drewe | Richard M. Sherman, Robert B. Sherman, George Stiles und Anthony Drewe |                                   |
| The Woman in White           | Charlotte Jones                     | Andrew Lloyd Webber                                                    | David Zippel                                                           |                                   |
| 2006                         |                                     |                                                                        |                                                                        |                                   |
| Billy Elliot                 | Lee Hall                            | Elton John                                                             | Lee Hall                                                               |                                   |
| Acorn Antiques: The Musical! | Victoria Wood                       | Victoria Wood                                                          | Victoria Wood                                                          |                                   |
| The Big Life                 | Paul Sirett                         | Paul Joseph                                                            | Paul Sirett                                                            |                                   |
| 2007                         |                                     |                                                                        |                                                                        |                                   |
| Caroline, or Change          | Tony Kushner                        | Jeanine Tesori                                                         | Tony Kushner                                                           |                                   |
| Avenue Q                     | Jeff Whitty                         | Robert Lopez und Jeff Marx                                             | Robert Lopez und Jeff Marx                                             |                                   |
| Spamalot                     | Eric Idle                           | John Du Prez und Eric Idle                                             | Eric Idle                                                              |                                   |
| Porgy and Bess               | DuBose Heyward                      | George Gershwin                                                        | DuBose Heyward und Ira Gershwin                                        |                                   |
| 2008                         |                                     |                                                                        |                                                                        |                                   |
| Hairspray                    | Mark O’Donnell und Thomas Meehan    | Marc Shaiman                                                           | Scott Wittman und Marc Shaiman                                         |                                   |
| The Drowsy Chaperone         | Bob Martin und Don McKellar         | Lisa Lambert und Greg Morrison                                         | Lisa Lambert und Greg Morrison                                         |                                   |
| The Lord of the Rings        | Shaun McKenna und Matthew Warchus   | A. R. Rahman, Värttinä und Christopher Nightingale                     | Shaun McKenna und Matthew Warchus                                      |                                   |
| Parade                       | Alfred Uhry                         | Jason Robert Brown                                                     | Jason Robert Brown                                                     |                                   |
| 2009                         |                                     |                                                                        |                                                                        |                                   |
| Jersey Boys                  | Marshall Brickman und Rick Elice    | Bob Gaudio                                                             | Bob Crewe                                                              |                                   |
| Zorro                        | Stephen Clark und Helen Edmundson   | Gipsy Kings und John Cameron                                           | Stephen Clark                                                          |                                   |

### 2010–2019
| Jahr                               | Musical                                    | Buch                                                   | Musik                                                  | Liedtexte             |
| 2010                               |                                            |                                                        |                                                        |                       |
| ---------------------------------- | ------------------------------------------ | ------------------------------------------------------ | ------------------------------------------------------ | --------------------- |
| 2010                               | Spring Awakening                           | Steven Sater                                           | Duncan Sheik                                           | Steven Sater          |
| 2010                               | Dreamboats and Petticoats                  | Laurence Marks und Maurice Gran                        | verschiedene Künstler                                  | verschiedene Künstler |
| 2010                               | Priscilla, Queen of the Desert             | Stephan Elliott und Allan Scott                        | verschiedene Künstler                                  | verschiedene Künstler |
| 2010                               | Sister Act                                 | Cheri und Bill Steinkellner                            | Alan Menken                                            | Glenn Slater          |
| 2011                               |                                            |                                                        |                                                        |                       |
| Legally Blonde                     | Heather Hach                               | Laurence O’Keefe und Nell Benjamin                     | Laurence O’Keefe und Nell Benjamin                     |                       |
| Fela!                              | Bill T. Jones und Jim Lewis                | Fela Kuti                                              | Fela Kuti                                              |                       |
| Love Never Dies                    | Andrew Lloyd Webber und Ben Elton          | Andrew Lloyd Webber                                    | Glenn Slater                                           |                       |
| Love Story                         | Stephen Clark                              | Howard Goodall                                         | Stephen Clark und Howard Goodall                       |                       |
| 2012                               |                                            |                                                        |                                                        |                       |
| Matilda                            | Dennis Kelly                               | Tim Minchin                                            | Tim Minchin                                            |                       |
| Betty Blue Eyes                    | Ron Cowen und Daniel Lipman                | George Stiles                                          | Anthony Drewe                                          |                       |
| Ghost                              | Bruce Joel Rubin                           | Dave Stewart und Glen Ballard                          | Dave Stewart, Glen Ballard und Bruce Joel Rubin        |                       |
| London Road                        | Alecky Blythe                              | Adam Cork                                              | Alecky Blythe und Adam Cork                            |                       |
| Shrek The Musical                  | David Lindsay-Abaire                       | Jeanine Tesori                                         | David Lindsay-Abaire                                   |                       |
| 2013                               |                                            |                                                        |                                                        |                       |
| Top Hat                            | Matthew White und Howard Jacques           | Irving Berlin                                          | Irving Berlin                                          |                       |
| Loserville                         | James Bourne und Elliot Davis              | James Bourne und Elliot Davis                          | James Bourne und Elliot Davis                          |                       |
| Soul Sister                        | John Miller und Pete Brooks                | verschiedene Künstler                                  | verschiedene Künstler                                  |                       |
| The Bodyguard                      | Alexander Dinelaris                        | verschiedene Künstler                                  | verschiedene Künstler                                  |                       |
| 2014                               |                                            |                                                        |                                                        |                       |
| The Book of Mormon                 | Trey Parker, Robert Lopez und Matt Stone   | Trey Parker, Robert Lopez und Matt Stone               | Trey Parker, Robert Lopez und Matt Stone               |                       |
| Charlie and the Chocolate Factory  | David Greig                                | Marc Shaiman und Scott Wittman                         | Marc Shaiman und Scott Wittman                         |                       |
| Once                               | Enda Walsh                                 | Glen Hansard und Markéta Irglová                       | Glen Hansard und Markéta Irglová                       |                       |
| The Scottsboro Boys                | David Thompson                             | John Kander                                            | Fred Ebb                                               |                       |
| 2015                               |                                            |                                                        |                                                        |                       |
| Sunny Afternoon                    | Joe Penhall                                | Ray Davies                                             | Ray Davies                                             |                       |
| Beautiful: The Carole King Musical | Douglas McGrath                            | Gerry Goffin, Carole King, Barry Mann und Cynthia Weil | Gerry Goffin, Carole King, Barry Mann und Cynthia Weil |                       |
| Here Lies Love                     | David Byrne                                | David Byrne und Fatboy Slim                            | David Byrne                                            |                       |
| Memphis                            | Joe DiPietro                               | David Bryan                                            | David Bryan und Joe DiPietro                           |                       |
| 2016                               |                                            |                                                        |                                                        |                       |
| Kinky Boots                        | Harvey Fierstein                           | Cyndi Lauper                                           | Cyndi Lauper                                           |                       |
| Bend It Like Beckham: The Musical  | Gurinder Chadha und Paul Mayeda Berges     | Howard Goodall                                         | Charles Hart                                           |                       |
| In the Heights                     | Quiara Alegría Hudes                       | Lin-Manuel Miranda                                     | Lin-Manuel Miranda                                     |                       |
| Mrs Henderson Presents             | Terry Johnson                              | George Fenton und Simon Chamberlin                     | Don Black                                              |                       |
| 2017                               |                                            |                                                        |                                                        |                       |
| Groundhog Day                      | Danny Rubin                                | Tim Minchin                                            | Tim Minchin                                            |                       |
| Dreamgirls                         | Tom Eyen                                   | Henry Krieger                                          | Tom Eyen                                               |                       |
| The Girls                          | Tim Firth und Gary Barlow                  | Tim Firth und Gary Barlow                              | Tim Firth und Gary Barlow                              |                       |
| School of Rock                     | Julian Fellowes                            | Andrew Lloyd Webber                                    | Glenn Slater                                           |                       |
| 2018                               |                                            |                                                        |                                                        |                       |
| ''Hamilton''                       | Lin-Manuel Miranda                         | Lin-Manuel Miranda                                     | Lin-Manuel Miranda                                     |                       |
| An American in Paris               | Craig Lucas                                | George Gershwin                                        | Ira Gershwin                                           |                       |
| Everybody’s Talking About Jamie    | Tom MacRae                                 | Dan Gillespie Sells                                    | Tom MacRae                                             |                       |
| Girl from the North Country        | Conor McPherson                            | Bob Dylan                                              | Bob Dylan                                              |                       |
| Young Frankenstein                 | Mel Brooks und Thomas Meehan               | Mel Brooks                                             | Mel Brooks                                             |                       |
| 2019                               |                                            |                                                        |                                                        |                       |
| Come from Away                     | David Hein und Irene Sankoff               | David Hein und Irene Sankoff                           | David Hein und Irene Sankoff                           |                       |
| Fun Home                           | Lisa Kron                                  | Jeanine Tesori                                         | Lisa Kron                                              |                       |
| Six                                | Toby Marlow und Lucy Moss                  | Toby Marlow und Lucy Moss                              | Toby Marlow und Lucy Moss                              |                       |
| Tina                               | Katori Hall, Frank Ketelaar und Kees Prins | Tina Turner                                            | Tina Turner                                            |                       |

### Seit 2020
| Jahr                       | Musical                                                     | Buch                                                        | Musik                                                       | Liedtexte                     |
| 2020                       |                                                             |                                                             |                                                             |                               |
| -------------------------- | ----------------------------------------------------------- | ----------------------------------------------------------- | ----------------------------------------------------------- | ----------------------------- |
| 2020                       | Dear Evan Hansen                                            | Steven Levenson                                             | Justin Paul                                                 | Benj Pasek                    |
| 2020                       | & Juliet                                                    | David West Read                                             | Max Martin                                                  | Max Martin                    |
| 2020                       | Amélie                                                      | Craig Lucas                                                 | Daniel Messé                                                | Daniel Messé und Nathan Tysen |
| 2020                       | Waitress                                                    | Jessie Nelson                                               | Sara Bareilles                                              | Sara Bareilles                |
| 2021/2022                  |                                                             |                                                             |                                                             |                               |
| Back to the Future         | Bob Gale                                                    | Alan Silvestri                                              | Glen Ballard                                                |                               |
| Frozen                     | Jennifer Lee                                                | Kristen Anderson-Lopez und Robert Lopez                     | Kristen Anderson-Lopez und Robert Lopez                     |                               |
| Get Up, Stand Up           | Lee Hall                                                    | Bob Marley                                                  | Bob Marley                                                  |                               |
| Moulin Rouge               | John Logan                                                  | Verschiedene Künstler                                       | Verschiedene Künstler                                       |                               |
| The Drifters Girl          | Ed Curtis und Tina Treadwell                                | Verschiedene Künstler                                       | Verschiedene Künstler                                       |                               |
| 2023                       |                                                             |                                                             |                                                             |                               |
| Standing at the Sky’s Edge | Chris Bush                                                  | Richard Hawley                                              | Richard Hawley                                              |                               |
| The Band’s Visit           | Itamar Moses                                                | David Yazbek                                                | David Yazbek                                                |                               |
| Sylvia                     | Kate Prince und Priya Parmer                                | Josh Cohen und DJ Walde                                     | Kate Prince                                                 |                               |
| Tammy Faye                 | James Graham                                                | Elton John                                                  | Jake Shears                                                 |                               |
| 2024                       |                                                             |                                                             |                                                             |                               |
| Operation Mincemeat        | David Cumming, Felix Hagan, Natasha Hodgson und Zoë Roberts | David Cumming, Felix Hagan, Natasha Hodgson und Zoë Roberts | David Cumming, Felix Hagan, Natasha Hodgson und Zoë Roberts |                               |
| The Little Big Things      | Joe White                                                   | Nick Butcher                                                | Nick Butcher und Tom Ling                                   |                               |
| Next to Normal             | Brian Yorkey                                                | Tom Kitt                                                    | Brian Yorkey                                                |                               |
| A Strange Loop             | Michael R. Jackson                                          | Michael R. Jackson                                          | Michael R. Jackson                                          |                               |

## Statistik

### Mehrfache Gewinne
- 5 Gewinne: Stephen Sondheim
- 3 Gewinne: Andrew Lloyd Webber
- 2 Gewinne: Thomas Meehan, Tim Minchin, Trevor Nunn und Hugh Wheeler